# Spektrum (program telewizyjny)
Spektrum – program popularnonaukowy, poświęcony nauce i technice. Pierwszy odcinek powstał we wrześniu 1983 roku.
Realizowany był przez dwóch dziennikarzy: Bogdana Borusławskiego i Tomasza Pycia. W 1985 roku Bogdan Borusławski wyjechał do Kanady. Od tego czasu audycja realizowana była przez jednego z autorów (Pyć), wspomaganego od 1995 roku przez dziennikarkę z Gdańska, Alicję Dawidziuk.
Początkowo emitowany w programie 2 TVP, w soboty, o godz. 18.30. W 1984 roku autorzy zostali nagrodzeni Złotym Ekranem przez redakcję tygodnika Ekran. Regularnie nadawany do roku 1989. Później nadano kilkanaście krótkich programów pod wspólnym tytułem „Spektrum”.
Do roku 1996 program nadawano bardzo nieregularnie, po przerwie wakacyjnej 1997 roku, we wrześniu, przywrócono go do regularnej emisji. Niedługo potem program przestano w ogóle realizować i emitować.
Czołówka programu rozpoczynała się w elektronicznym klimacie utworu „Po drugiej stronie świata” Marka Bilińskiego.
Był pierwszym w Polsce dostępnym dla mas źródłem popularnonaukowej informacji o PC-tach i związanym z nimi środowiskiem (osprzęcie, programach, grach, technologiach, nowinkach itp.).  